# Природна арка

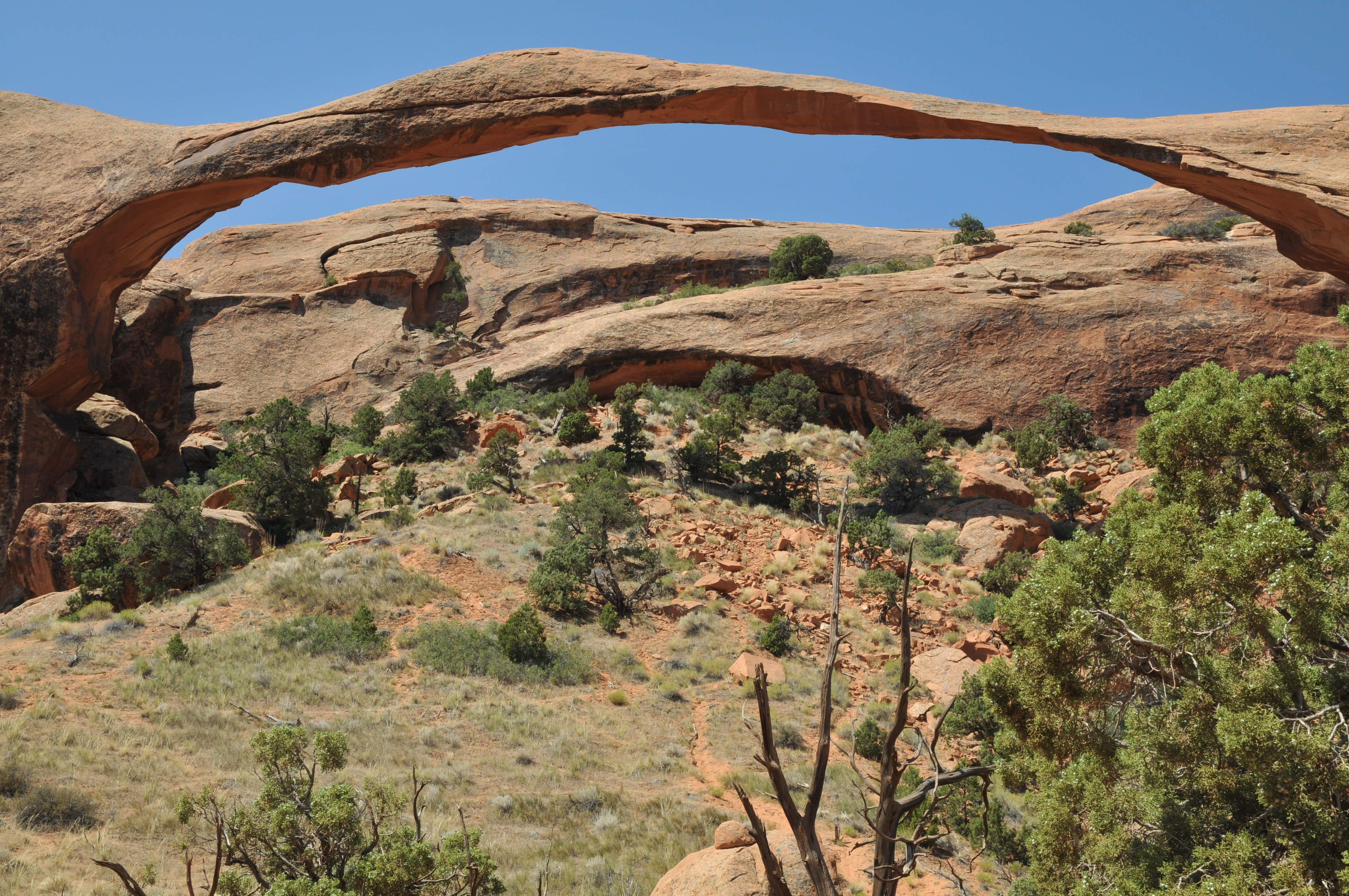

Природна арка (іноді Скельні ворота) — скельні утворення, що мають вигляд воріт, арок, мостів або вікон, які утворилися в результаті ерозії вивітрювання або розчинення гірських порід.

## Геологія
Наскрізна частина воріт або арки зазвичай оточена розсипами каменів, товщина її як правило відповідає ширині і висоті отвору. Розміри його можуть бути найрізноманітнішими, від декількох сантиметрів до сотні метрів.
Ерозія, що призводить до утворення скельних арок, має місце у всіх гірських породах. Найбільш схильні до неї пісковики і вапняки, оскільки ці породи швидше за інших руйнуються під впливом води і вивітрювання. Частенько скельні ворота з'являються під дією гірських річок і струмків, що протікають потім через такі «брами». На морському узбережжі подібні скельні утворення виникають в результаті безперервної «роботи» прибою.
Механізм виникнення подібних кам'яних арок і скельних воріт полягає у видаленні часток породи, як правило в результаті ерозії. Мікроскопічне руйнування породи відбувається за рахунок розчинення деяких речовин (наприклад, цементу). Макроскопічне руйнування відбувається шляхом утворення порожнин в породі як результат різних геологічних процесів, наприклад за рахунок перерозподілу тиску або тектонічних дій — піднять (опускань) або розтягування пластів. Форми дій при утворенні скельних брам можуть комбінуватися. Виникнення і переміщення льодовиків також може сприяти їх виникненню, як і проходження потоків лави при виверженнях вулканів (так звані лавові труби).
Чималу роль в утворенні скельних воріт і арок відіграють також такі чинники, як різкі перепади температур, циклічні періоди утворення льоду і його танення, і інші, такі, що ведуть до утворення тріщин на скелях.

## Фототека

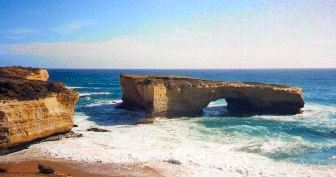
Лондонська арка, Австралія.
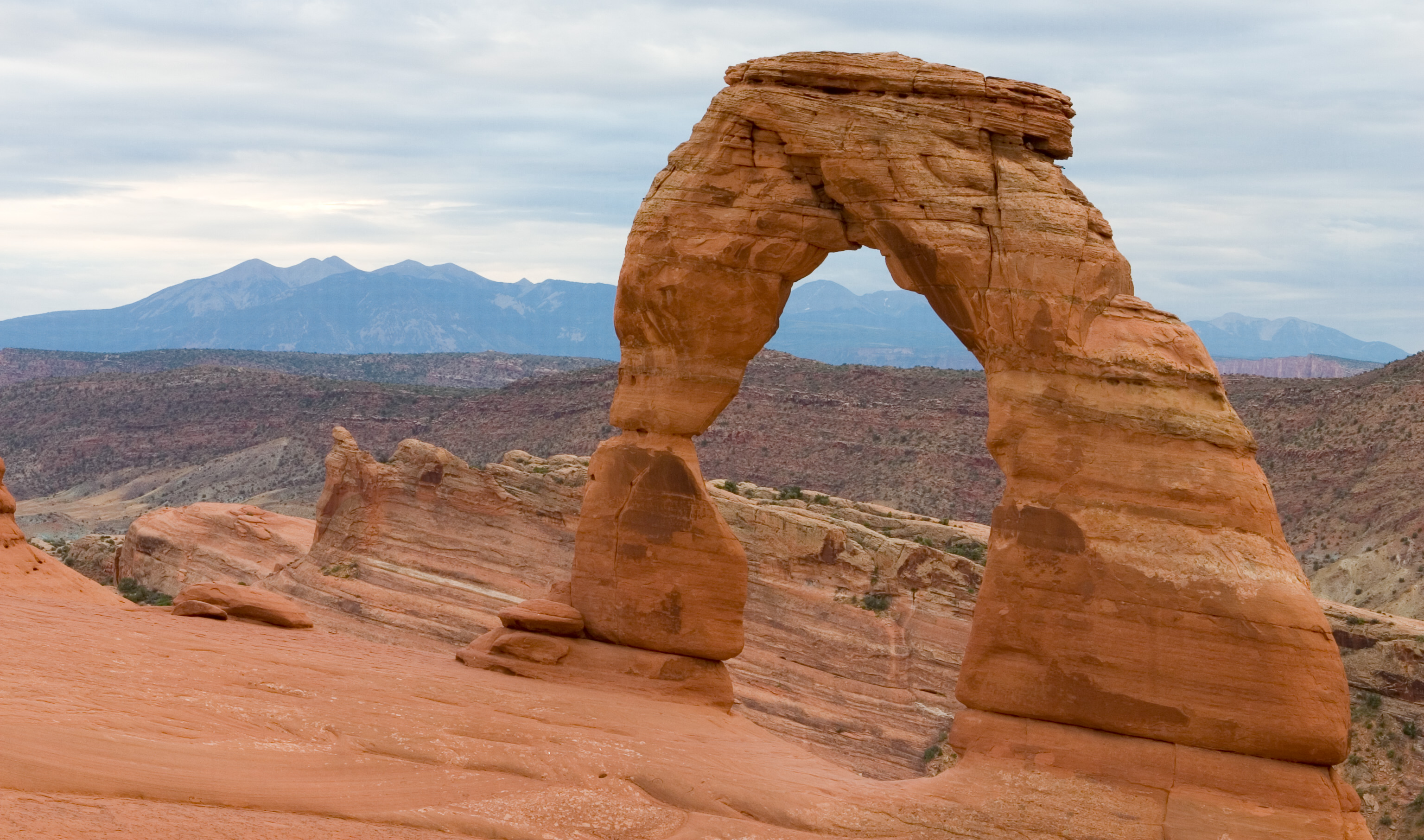
Двадцятиметрова Delicate Arch, Юта, США
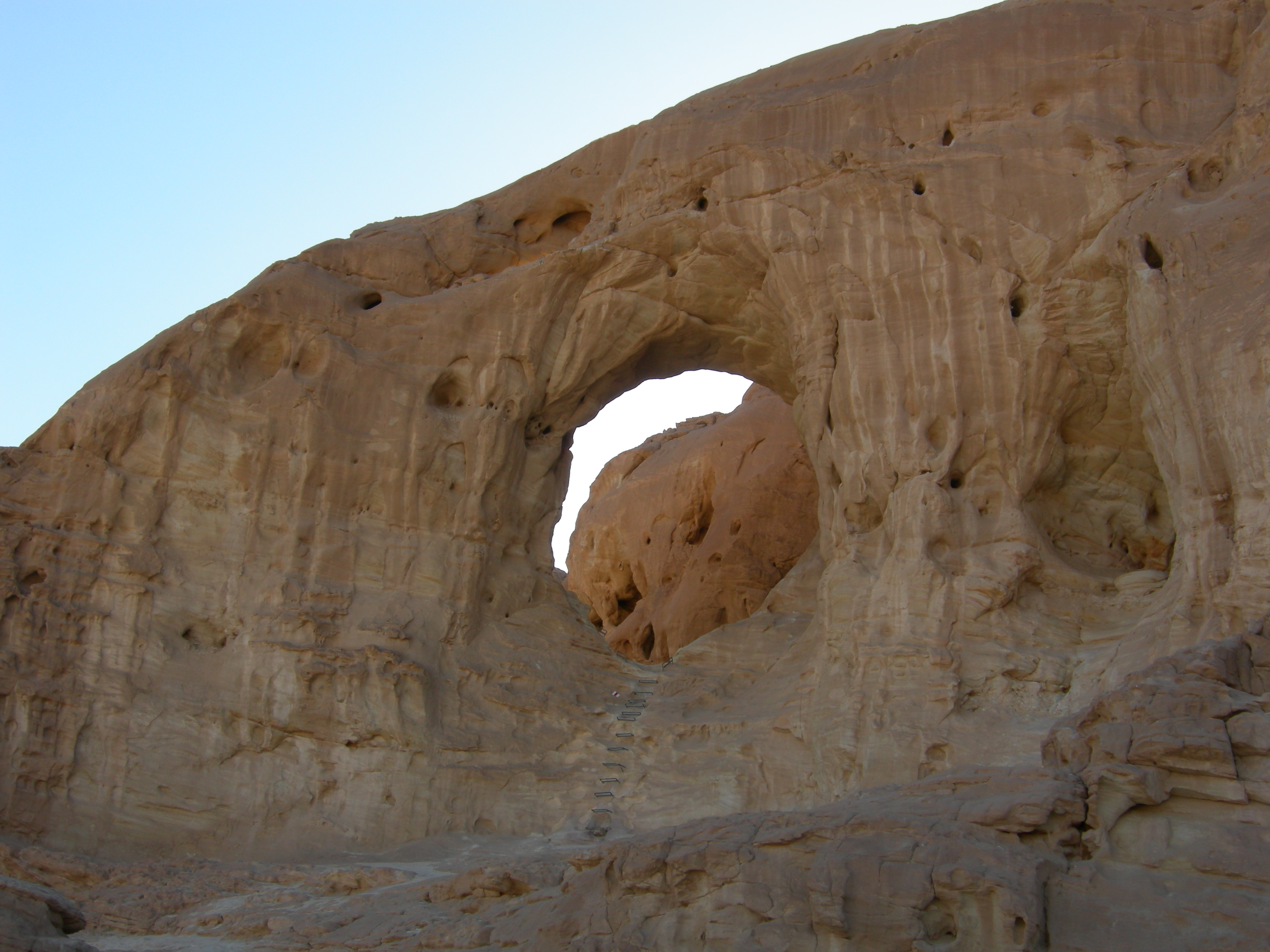
Скельна арка в долині Тимна, пустеля Негев, Ізраїль.
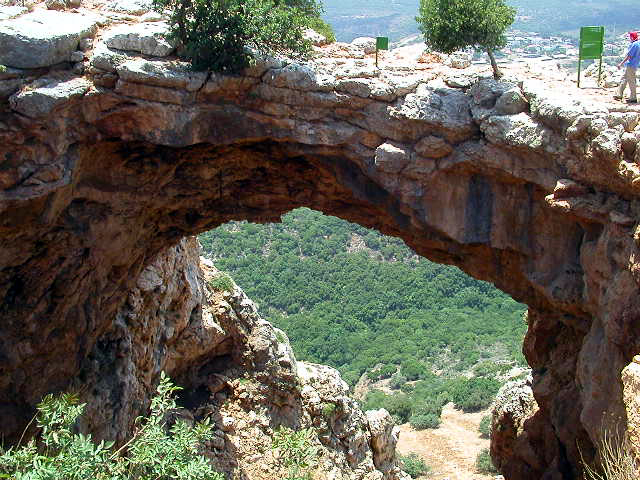
Арка Rainbow Cave Галілея, Ізраїль.
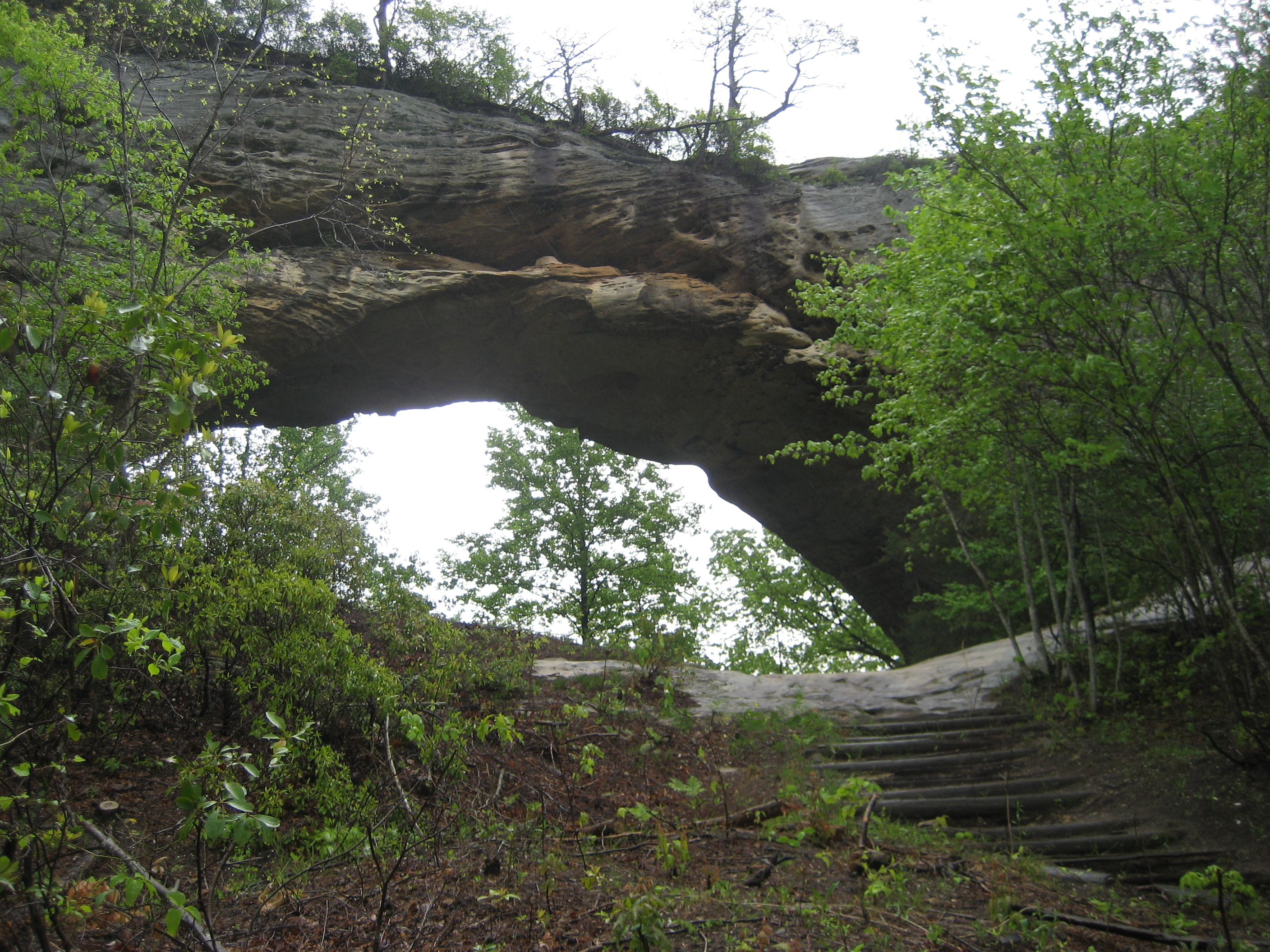
Природна арка в національному парку Daniel Boone National Forest, Кентуккі, США.
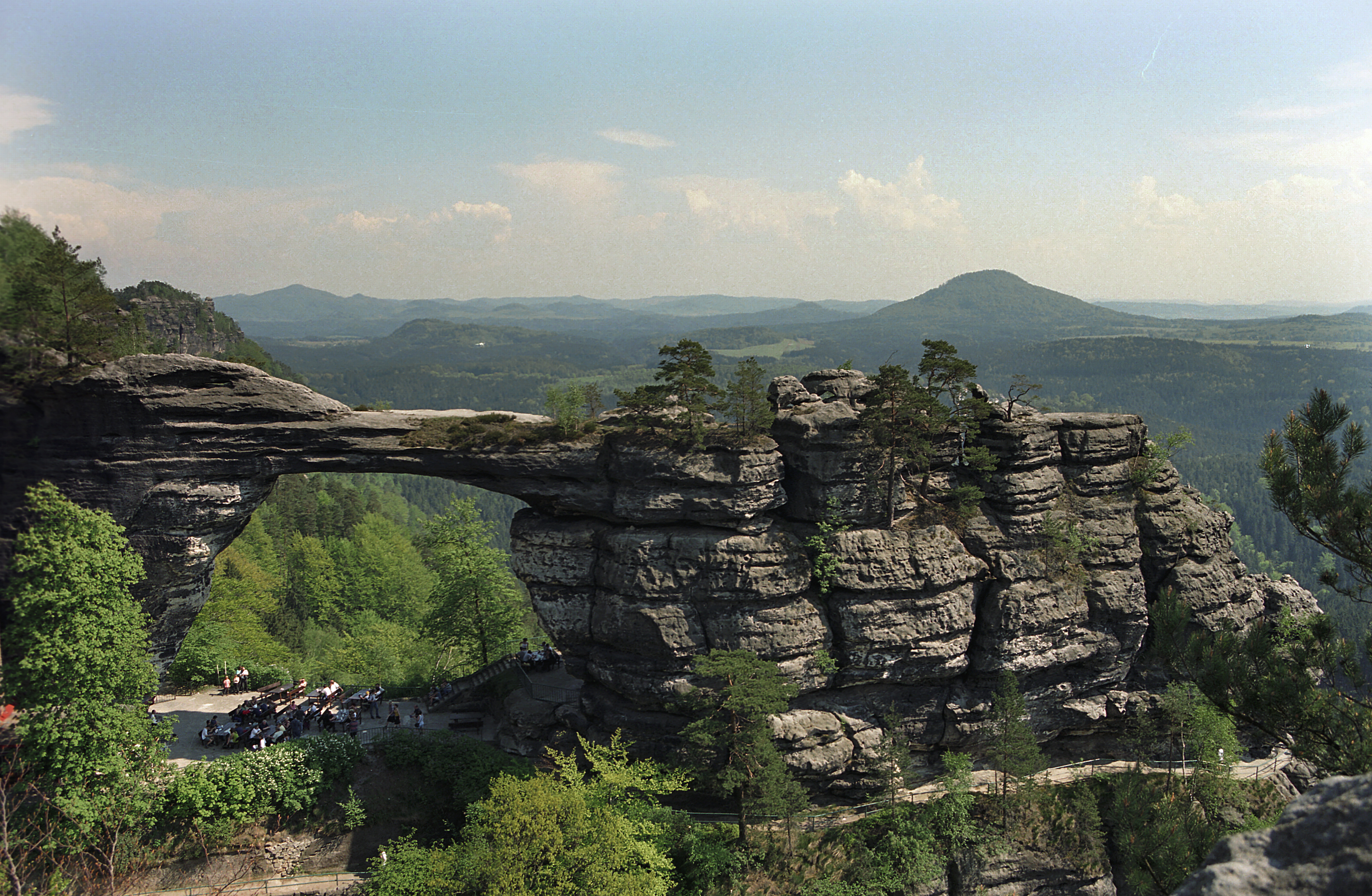
Правчицькі ворота у Чеській Швейцарії, Чехія.
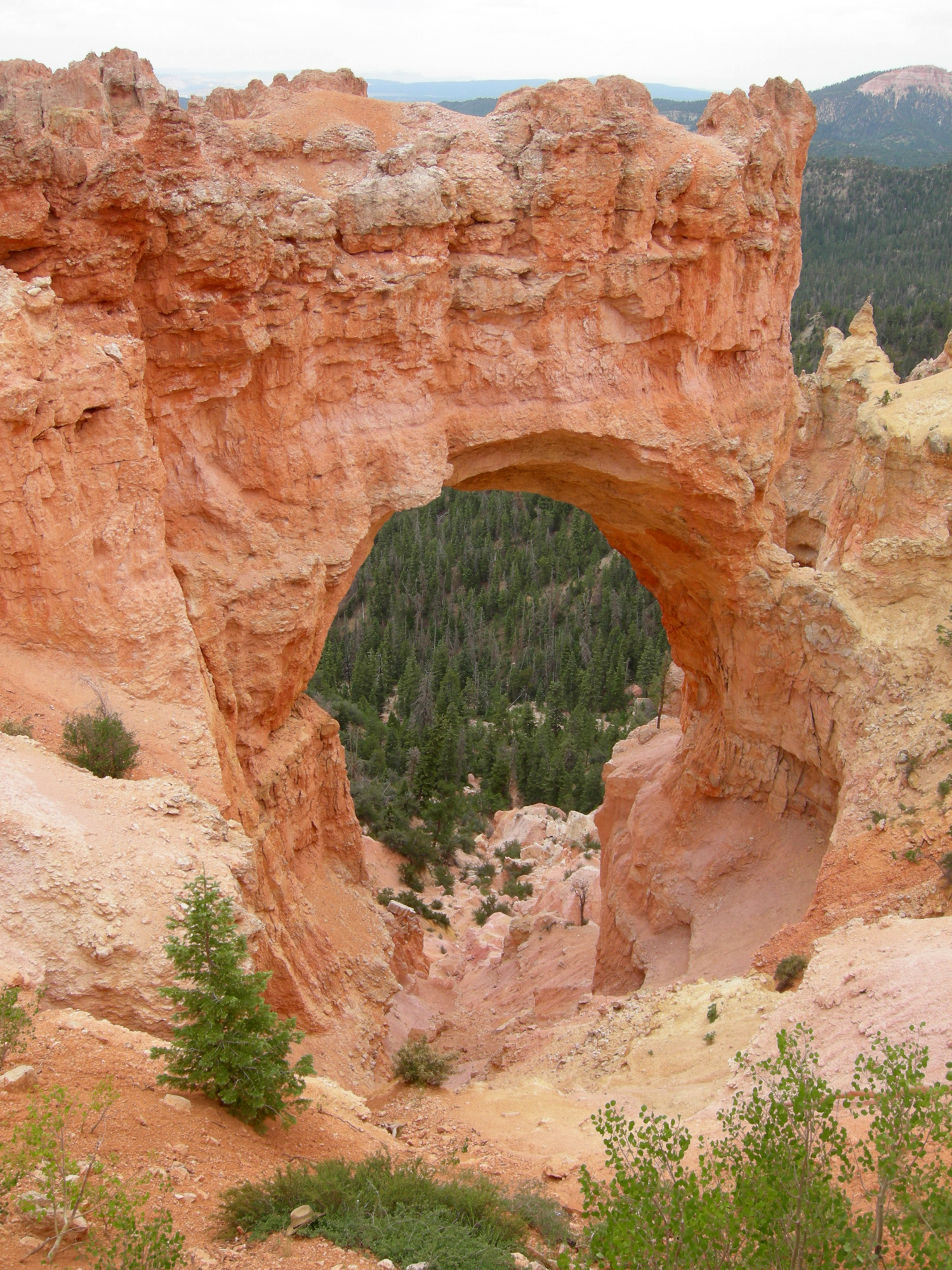
Арка у національному парку Брайс-Каньйон, Юту.
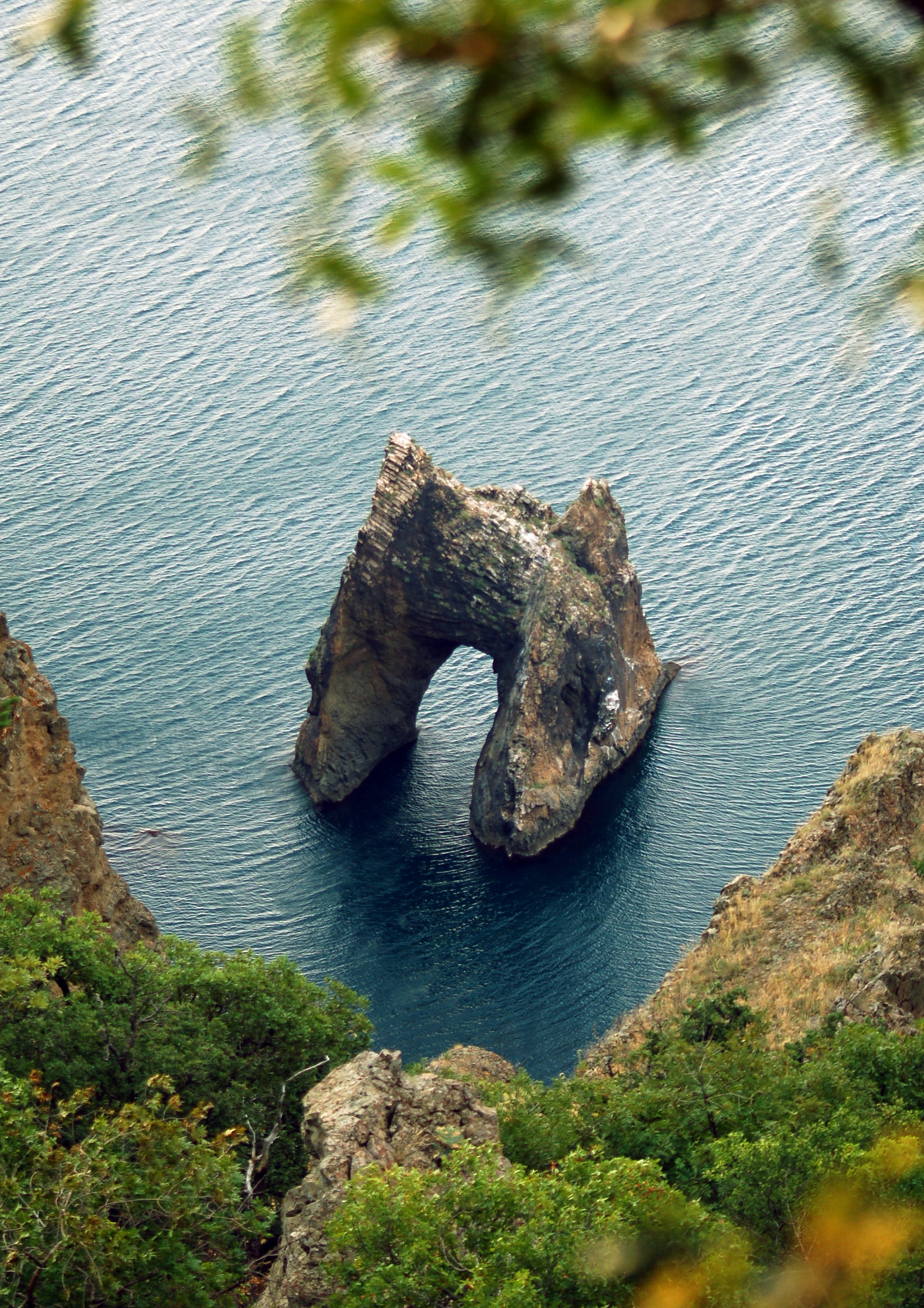
Скеля «Золоті Ворота» біля масиву Кара-Даг, Крим.